# Edificio Brown (Manhattan)
El Edificio Brown (Brown Building en inglés) o el Triangle Shirtwaist Factory  es un edificio de diez pisos que forma parte del campus de la Universidad de Nueva York (NYU). Se encuentra en el 23-29 Washington Place, entre Greene Street y Washington Square East, en Manhattan, Nueva York. 
Fue construido entre 1900 y 1901, diseñado por John Wolley en estilo neorrenacentista, y fue originalmente llamado Asch Building, en referencia a su propietario, Joseph J. Asch. Los tres últimos pisos del edificio fueron ocupados por la Triangle Shirtwaist Factory, tristemente conocida empresa por el incendio que sufrió, y a consecuencia del cual murieron 146 trabajadores de la confección, el 25 de marzo de 1911.
El edificio sobrevivió al fuego y fue renovado. La Universidad de Nueva York comenzó a utilizar el octavo piso del edificio como biblioteca y aulas en 1916. Más tarde, el especulador inmobiliario y filántropo Frederick Brown compró el edificio y posteriormente la donó a la universidad en 1929. El edificio es conocido ahora como el Brown Building.
El edificio fue incluido en el Registro Nacional de Lugares Históricos, nombrado Hito Histórico Nacional en 1991. Tres placas en la esquina sureste del edificio conmemoran a los hombres y mujeres que perdieron la vida en el incendio.

## Ubicación
El Triangle Shirtwaist Factory se encuentra dentro del condado de Nueva York en las coordenadas 40°43′48″N 73°59′45″O / 40.73, -73.995833.